# Mudugodu, Tarikere
Mudugodu là một làng thuộc tehsil Tarikere, huyện Chikmagalur, bang Karnataka, Ấn Độ.